# Dusona tincochacae
Dusona tincochacae är en stekelart som först beskrevs av Henry Lorenz Viereck 1913.  Dusona tincochacae ingår i släktet Dusona och familjen brokparasitsteklar. Inga underarter finns listade i Catalogue of Life.